# Level playing field

Level playing field (expression de la langue anglaise) fait référence à « un terrain de jeu parfaitement plat, qui ne favorise ni ne défavorise l'une des équipes en présence ».
Métaphoriquement, le terrain de jeu est dit « à niveau » lorsqu'aucune interférence extérieure n'affecte la capacité des joueurs à se mesurer dans des conditions équitables.

## Rôle de la règle du jeu
Les réglementations, édictées par les gouvernements ou les associations chargées de la supervision d'un domaine d'activité, ont pour but d'assurer cette « égalité des chances ».
Ainsi dans le domaine de l'Éducation, le fait d'attribuer des bourses permet à certains étudiants d'entreprendre le cursus correspondant à leurs capacités quelles que soient leurs ressources financières.
Ainsi dans le domaine sportif, la réglementation concernant les équipements contribue à la suppression / réduction d'avantages éventuellement procurés à ceux qui ont la possibilité d'en disposer.

## Usage du concept par les financiers
Dans un contexte financier, l'expression désigne un environnement dans lequel toutes les entreprises d'un marché donné sont traitées de la même manière par le contexte réglementaire doivent suivre les mêmes règles et bénéficient de la même capacité à être compétitives.
Ce contexte dans lequel les acteurs financiers sont sur un même niveau de concurrence et de compétitivité est réputé nécessaire dans le cadre de la mondialisation.

Michalet dans « Mondialisation, la grande rupture » indique : 

« L'impact de la mondialisation sur la sphère financière passe nécessairement, comme dans d'autres champs économiques, par la formation d'un level playing field. Sa mise en œuvre est la condition d'une circulation libre et intense des capitaux entre un nombre limité de places financières. »

La mondialisation financière est née le 15 août 1971, le jour où le président des États-Unis Richard Nixon décide unilatéralement que le dollar américain ne serait plus convertible en or en mettant fin au Gold Exchange Standard (les réserves d’or à Fort Knox ne couvrant plus les dollars en circulation). Cependant, c’est le « Big Bang » introduit par Margaret Thatcher qui ouvrira la voie à un véritable level playing field. La réforme des trois « D » (décloisonnement des banques d’affaires et de dépôt, déréglementation du secteur bancaire et financier et désintermédiation des crédits bancaires) va contribuer à étendre la concurrence des banques.

## Précision du concept
Le concept doit être distingué de ceux voisins que sont :
- la « discrimination positive »
- le « Handicap », au sens retenu dans le domaine hippique, qui correspond à la volonté de donner autant de chances à tous les concurrents en imposant des difficultés supplémentaires aux meilleurs.